# Pokémon: Magikarp Jump
Pokémon: Magikarp Jump (はねろ！コイキング, Hanero! Koiking, Splash! Magikarp) é um jogo gratuito para celular desenvolvido pela Select Button e publicado pela The Pokémon Company. Foi lançado em maio de 2017 para as plataformas iOS e Android. Os jogadores treinam o Magikarp para competir em concursos de salto.
Para progredir no jogo, os jogadores devem aumentar a altura de salto do Magikarp por meio de vários métodos de treinamento, aprimorando o equipamento de treinamento e comendo frutas. No total, existem dez ligas principais diferentes, mais três ligas de especialistas adicionais com recompensas variadas em agosto de 2017.

## Jogabilidade
No jogo, os treinadores podem aumentar o Jump Power (JP) de seu Magikarp para ter mais altura de salto do que outros Magikarps para ganhar Ligas de Batalha especiais. Quanto mais alto o JP de um Magikarp, mais alto ele pode pular e vencer uma batalha.
Primeiro, os treinadores precisam pegar um Magikarp em um lago usando a vara de pescar disponível; canas de pesca de qualidade superior ficam disponíveis depois que o treinador é capaz de completar uma liga. Os Magikarp capturados são criados nos tanques do treinador. Os tanques do treinador podem ser equipados com decorações para ajudar no crescimento do Magikarp. Existem também Pokémon de apoio que podem ajudar a dar recompensas em determinados intervalos, como JP, moedas, comida e diamantes.
O Jump Power é normalmente aumentado por uma de duas maneiras: comendo comida ou executando o Magikarp durante as sessões de treinamento, o que só pode ser feito se o jogador tiver pelo menos um ponto de treinamento. Os pontos de treinamento são recuperados ao longo do tempo e a comida surge periodicamente no lago do Magikarp. Alimentos e equipamentos de treinamento podem ser atualizados para conceder mais Jump Power para Magikarp. Muitas atualizações como essas também podem ser atualizadas com dinheiro real, dando ao jogador mais vantagem. Ao aumentar um Magikarp, eventos aleatórios são acionados que podem aumentar ou diminuir o JP concedido, dar ocasiões especiais ou podem resultar na perda de um Magikarp. Depois de elevar o Magikarp ao seu nível mais alto (que se correlaciona com a classificação do jogador), o Magikarp é então colocado contra outros treinadores nas Batalhas da Liga. Muitos Magikarp podem ser capturados, em várias cores, como vermelho, rosa e dourado. O ouro é o mais raro deles e também o mais poderoso no início. Magikarps rosa são moderadamente raros, mas têm mais chance de serem obtidos do que Magikarps dourados. Magikarps vermelhos, que é a cor original do Magikarp nos jogos e animes, são os mais comuns. Esses Magikarps coloridos podem ter qualidades diferentes que aumentam as chances de vitória em Torneios da Liga. Se um Magikarp perder uma Batalha de Liga em seu nível máximo, o Magikarp é aposentado e os treinadores devem pegar outro Magikarp e reiniciar a liga atual em que estavam, tendo que lutar novamente com os mesmos treinadores já derrotados, mas com a capacidade de pular cenas de batalha de treinadores que eles já derrotaram. Além disso, isso dá ao jogador a chance de aumentar o dito JP de seu próximo Magikarp, antes de participar de tais ligas.

## Recepção
O jogo recebeu uma pontuação de 64 no agregador de pontuações Metacritic, indicando "análises mistas ou médias". Kyle Hilliard da  Game Informer fez uma análise mista, chamando a jogabilidade das seções de treinamento e as ligas de entediantes, enquanto elogia o sistema de novos Magikarps subindo de nível mais rápido do que o Magikarp anterior do jogador e aprecia a "bobagem da premissa boba" do jogo. Joe Merrick da Nintendo Life também deu uma crítica mista, elogiando a apresentação do jogo e a música, chamando a arte de "nítida" e a música de ótima "com um toque", embora dizendo que esses aspectos não eram especiais, ao criticar a falta de jogabilidade no jogo, dizendo que as ligas foram o elemento que mais decepcionou e que o jogo carecia de profundidade em comparação com outros jogos para celular de Pokémon.
Em uma crítica mais positiva, Harry Slater da Pocket Gamer, chamando o jogo de estranho, mas atraente, elogiou a jogabilidade do jogo, notando a falta de controle do jogador, mas dizendo que ainda era divertido. Allegra Frank da Polygon elogiou muito o jogo, comparando partes dele aos jogos de RPG da série, elogiando a ligação do jogador com seu Magikarp e dizendo que "Magikarp Jump é um jogo inteligente, fofo e infinitamente divertido que realmente capta o espírito dos jogos de RPG de portáteis de Pokémon". Matt Peckham da Time fez uma crítica positiva, afirmando que o jogo era "tão idiota que poderia ser brilhante", mas reclamou que o jogador era forçado a aposentar seu Magikarp e criar um novo após atingir um certo nível, observando que esta era sua única reclamação.